# Andrena hirashimai
Andrena hirashimai är en biart som beskrevs av Osamu Tadauchi 1985. Andrena hirashimai ingår i släktet sandbin, och familjen grävbin. Inga underarter finns listade i Catalogue of Life.